# Hauke Fuhlbrügge
Hauke Fuhlbrügge (* 21. března 1966, Friedrichroda, Durynsko) je bývalý německý atlet, běžec, jehož hlavní disciplínou byl běh na 1500 metrů.

## Kariéra
První úspěch zaznamenal coby reprezentant NDR v roce 1985 na juniorském mistrovství Evropy v Chotěbuzi, kde si doběhl pro bronzovou medaili. O dva roky později získal zlato na světové letní univerziádě v Záhřebu. Na halovém ME 1989 v nizozemském Haagu doběhl ve finále na 5. místě. V témže roce získal stříbrnou medaili na halovém MS v Budapešti, kde trať zaběhl v čase 3:37,80. O více než jednu sekundu byl rychlejší jen Ir Marcus O'Sullivan. Bronz bral Američan Jeff Atkinson.
V roce 1991 vybojoval bronz na třetím MS v atletice v Tokiu. Na stupních vítězů ho doplnili Wilfred Kirochi (stříbro) z Keni a Noureddine Morceli z Alžírska. O rok později reprezentoval na letních olympijských hrách v Barceloně, kde skončil ve druhém semifinálovém běhu na 11. místě a do dvanáctičlenného finále nepostoupil.